# Текі Бічоку
Текі Бічоку (алб. Teki Isak Biçoku; 1926–2009) — албанський учений-геолог, професор; був членом і президентом Академії наук Албанії.

## Життєпис
Народився 6 червня 1926 року.
Навчався в початковій школі міста Ельбасан протягом 1932—1937 років, після чого продовжив навчання у Вищій педагогічній школі Shkolla Normale (нині Ельбасанський університет) цього ж міста. Потім навчався в технічній школі міста Корча (1942—1943) і в Тирані (1946—1947). У 1943—1944 роках Бічоку брав участь у війні з окупантами, а після визволення Албанії, протягом 1944—1946 років служив у народній армії кур'єром.
Свою освіту продовжив у Інституті нафти і газу ім. І. М. Губкіна в Москві (1948—1953), який закінчив 20 березня 1953 року. Працював за фахом інженером-геофізиком сейсморозвідувальної експедиції в місті Фієрі, потім 1955 року призначений начальником геологічного відділу General Directory of Geology в Тирані. 1957 року став віцепрезидентом і головним геологом Державної комісії з геології і згодом — начальником Головного управління Міністерства шахт і геології. Станом на 1 квітня 1966 року Течі Бічоку був призначений генеральним директором з геології Міністерства промисловості і шахт. У середині 1970-х років потрапив у немилість і від 1975 до 1977 року працював як інженер-геофізик сейсморозвідувальної експедиції сейсмічно-гравіметричного підприємства у Фієрі, де був заарештований. Був засуджений до 20 років в'язниці за звинуваченням у саботажі, ворожій агітації та пропаганді. У в'язниці він пробув одинадцять з половиною років і звільнився 16 грудня 1988 року. 25 вересня 1991 року пленум Кримінальної колегії Верховного суду Албанії, визначив, що професор Течі Бічоку у зазначених звинуваченнях не винен і він був реабілітований.
Після цього Бічоку займався науковою діяльністю, здобувши 5 квітня 1965 року ступінь доктора наук, а 27 квітня 1970 року став професором. 22 січня 1973 року він став членом Албанської академії наук, а 3 вересня 2008 року — членом Європейської академії наук і мистецтв (англ. European Academy of Sciences and Arts). В період з 22 лютого 2008 року по 23 лютого 2009 року Бічоку був президентом Албанської академії наук.
Помер 21 листопада 2009 року.
Був відзначений низкою албанських нагород: медаллю Пам'яті і медаллю Звільнення (1946), медаллю Відваги (1953) і медаллю 60-річчя визволення Батьківщини (2004); орденом Праці 2-го і 1-го класів (1957 і 1962), орденом Республіки 1-го ступеня (1970); титулом Великого магістра (2001).